# Dispersión (física)

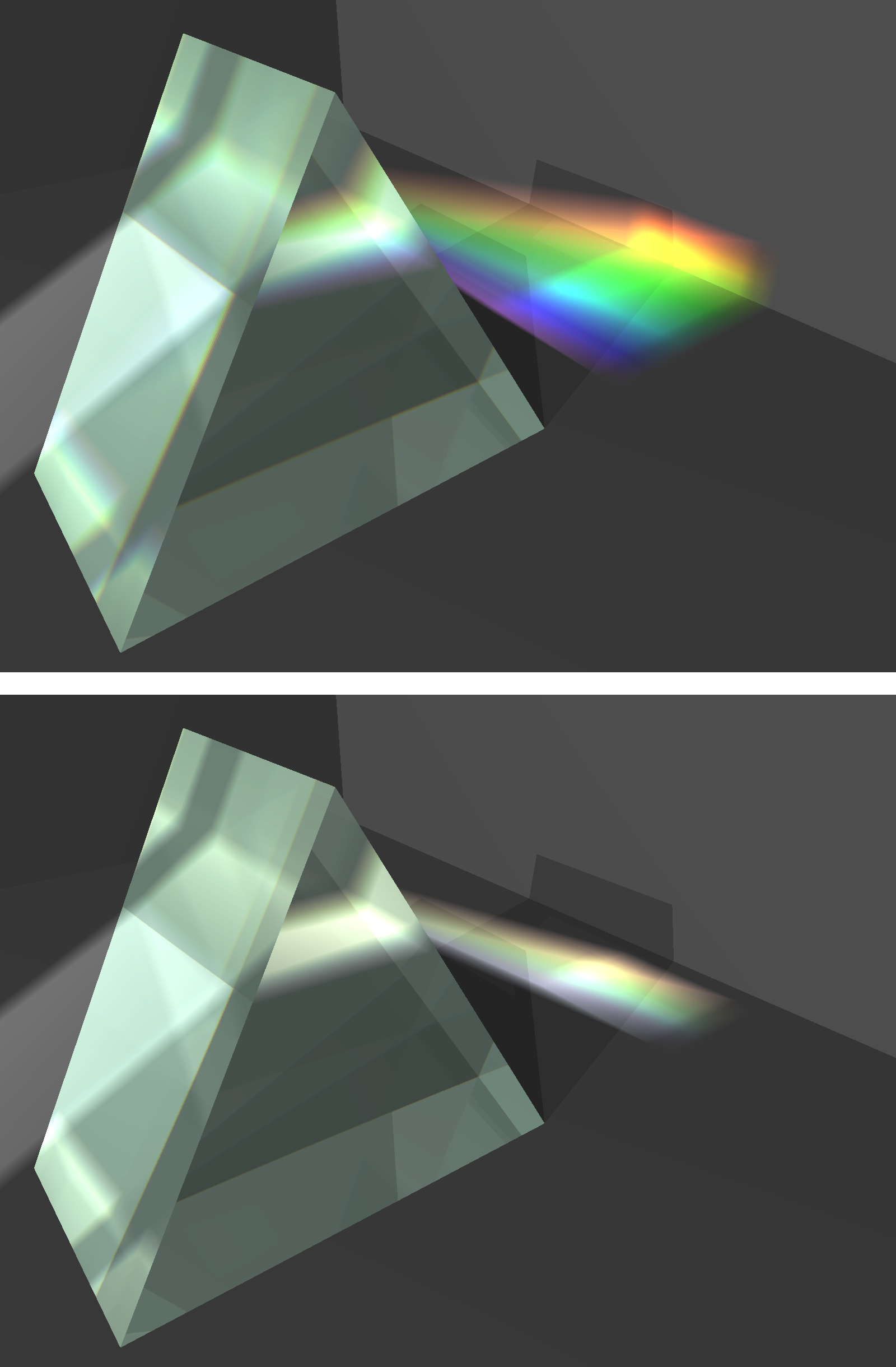
Dispersión de la luz en dos prismas de distinto material.

En física se denomina dispersión al fenómeno de separación de las ondas en función de su frecuencia, que suele ocurrir cuando ésta atraviesa un material. Todos los medios materiales son más o menos dispersivos, y la dispersión afecta a todas las ondas; por ejemplo, a las ondas sonoras que se desplazan a través de la atmósfera, a las ondas de radio que atraviesan el espacio interestelar o a la luz que atraviesa el agua, el vidrio o el aire.
Acercándose al campo de la química, también se habla de dispersión y en particular de dispersión coloidal,  a la situación en que un sólido, un líquido o un gas contienen otro material uniformemente repartido en su masa (equivalente a la noción de disolución, que concierne a los líquidos). 

## En óptica
La dispersión de la luz está directamente relacionada con el índice de refracción de un material, que es diferente para cada longitud de onda. Por eso, a la expresión matemática que relaciona el índice de refracción (o la velocidad de la luz en el medio) con la longitud de onda se llama relación de dispersión. El ejemplo más cotidiano es el que se observa cuando un haz de luz blanca, por ejemplo procedente del sol, atraviesa un prisma de cristal, y se separa en colores. Esto son los distintos colores que componen la luz blanca, que son desviados por la refracción en mayor medida cuanto menor es su longitud de onda. De esta manera, los rayos rojos son menos desviados que los violáceos y el haz primitivo de luz blanca, así ensanchado por el prisma, se convierte en un espectro electromagnético. La luz queda ordenada en función de su longitud de onda. Si bien el espectro de la luz blanca implica una variación continua y gradual del color, se suele hablar de siete colores, como propuso Isaac Newton: violeta, índigo, azul, verde, amarillo, anaranjado y rojo (Así como, en ambos extremos del espectro, el ultravioleta y el infrarrojo, que no son directamente visibles por el ojo humano, pero que impresionan las placas fotográficas).
Es sabido desde la antigüedad que la luz solar, al pasar por cristales transparentes o joyas de varias clases, produce brillantes colores.
Así la dispersión óptica se puede obtener mediante prismas trasparentes (de vidrio, plástico, u otro material) o bien por rejillas de difracción.  

## En meteorología
Desde el punto de vista químico, la niebla es una dispersión de agua líquida en el aire. 
En la acepción óptica, el arcoíris y el halo son fotometeoros causados por la dispersión de la luz en las gotitas de agua o los finísimos cristales de hielo que contenga la atmósfera en aquella zona donde se produzcan estos fenómenos.